# 權仁淑
權仁淑（韓語：권인숙、1964年8月28日—）是韩国女性社會學家、大学教授和政治家。
她是386世代的代表人物之一，並被京鄉新聞稱為韓國反獨裁與民主化運動的「起爆劑」。曾任明知大學教授，性暴力研究所「Ullim」（울림）所長。在2020年韓國國會選舉中任共同市民黨的比例代表，成功當選。

## 經歷
1964年出生。1982年進入首爾大學服裝系後，參加了學生運動和勞工運動。1985年，她在富川的一家排氣機械工廠里假借他人的身分證等「偽裝就業」，為勞工運動作臥底，透過與勞工接觸等了解前線作業員的工作狀況。
1986年，正在休學的她因被警方懷疑偽裝就業而遭到逮捕，並被帶往富川警察署。因警官文貴童懷疑其與5·3仁川民眾抗爭有關，其後對她採取了性逼供等手段，史稱富川警察署性拷問事件。
該案在當時引發了巨大的社會影響。隨後權仁淑狀告文貴童對其施以性暴力，趙英來和朴元淳等人權律師也加入原告辯護團為其辯護。但因權仁淑依靠偽造公文等手段偽裝就業，因此仍被判刑1年6個月，直到1987年的六月民主抗爭時期才從馬山教導所釋放。
1989年在首爾九老區九老洞设立「勞動人權中心」，提供勞工人權諮詢和教育。后来她開始進行婦女研究，並稱1987年以來民主有所進步，但沒有聽見婦女的聲音。因此，她在1994年前往美国留學，在羅格斯大學获得女性研究碩士學位，於2000年获得克拉克大學女性研究博士學位。之後在哈佛大學韓國研究所從事博士後研究一年，並在哥倫比亞大學東亞研究中心担任客座研究員。她曾擔任佛羅里達州立大学女性研究系教授，自2003年起在明知大學基礎教育學院教授女性研究課程。
2004年起，她開始研究軍隊中的性暴力，提高了民眾对隱性性暴力的認識，她還批評了軍隊文化和徵兵制度。2014年2月起擔任韓國性暴力相談所附属研究中心「Ullim」的第一任主任，2017年起任韓國女性政策研究院院長。她經常从性別平等的角度批評社會，并就受到社會关注的性侵犯案件、「Metoo運動」等發表意見。
2017年3月8日婦女節，她加入2017年總統選舉候選人文在寅的陣營，4月7日被提名為共同民主黨共同選舉對策委員長。2020年4月15日，在2020年韓國國會選舉中，作為共同市民黨排名第3的比例代表候選人參選，後成功當選。

## 外部連結
- 國會議員介紹 
- 本人博客 （页面存档备份，存于） 
- 權仁淑的X（前Twitter）
- 權仁淑的Facebook專頁
- 권인숙tv （页面存档备份，存于） - YouTube